# Rezonator kwarcowy

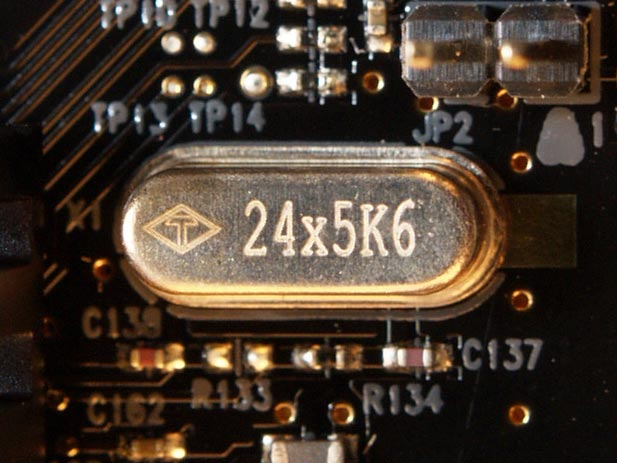
Rezonator kwarcowy na karcie muzycznej X-Fi Fatal1ty Pro

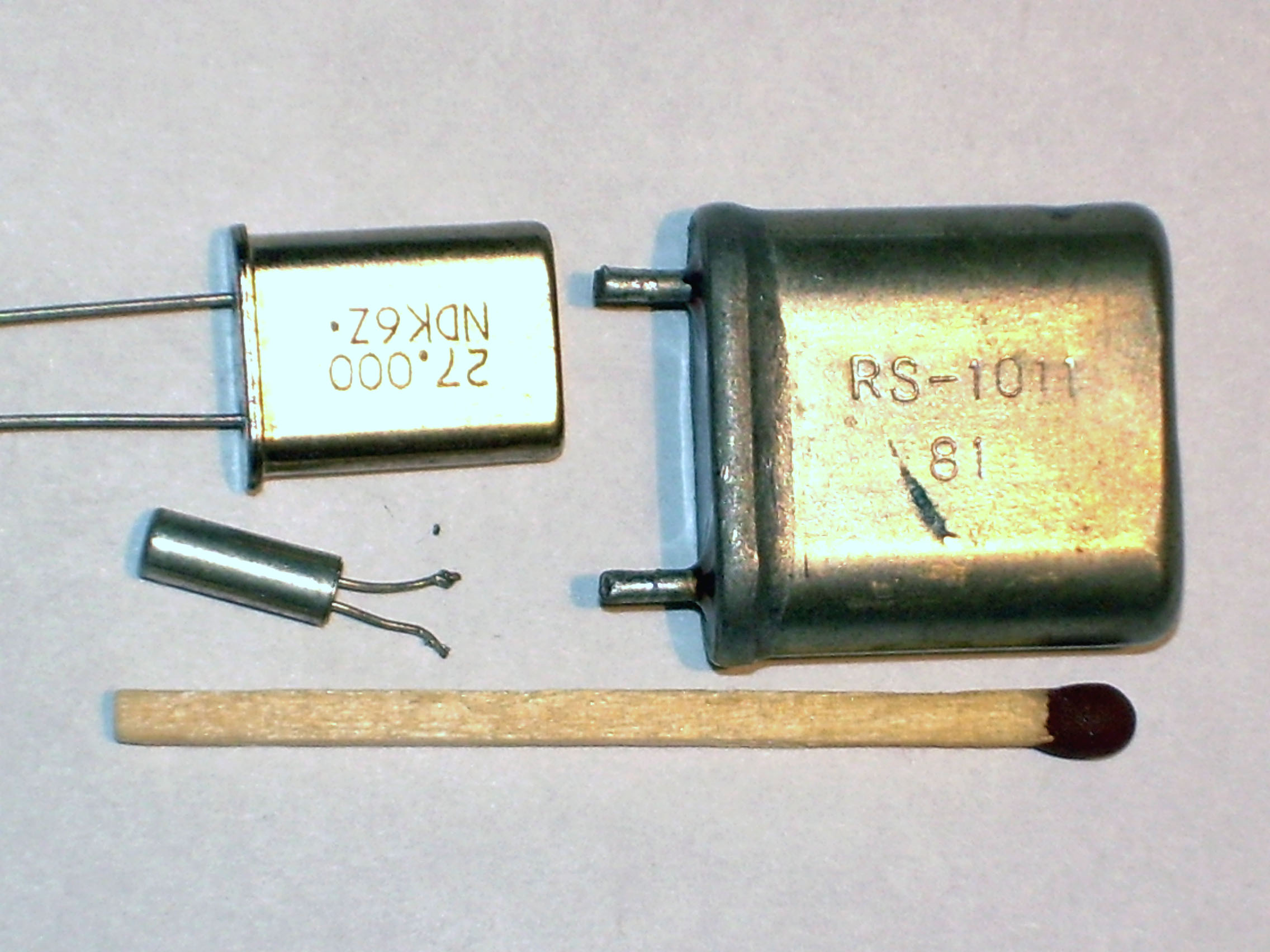
Rezonatory kwarcowe i zapałka

Rezonator kwarcowy – element elektroniczny, którego zasada działania oparta jest na zjawisku piezoelektrycznym w krysztale kwarcu. Przyrząd ma za zadanie stabilizację częstotliwości drgań oscylatorów elektronicznych. Częstotliwości pracy tego typu rezonatorów zawierają się w granicach od kilkudziesięciu kHz do kilkudziesięciu MHz, zaś w wykonaniach specjalnych osiągają nawet setki MHz.
Rezonatory kwarcowe mogą stabilizować drgania w układach elektronicznych z dostatecznie dużą precyzją, dzięki czemu znajdują zastosowanie w radiotechnice, technice cyfrowej jako lokalne wzorce częstotliwości i czasu.
Zasada działania opiera się na wzajemnym sprzężeniu pola elektrycznego z mechanicznym polem odkształceń płytki kwarcowej. Sprzężenie to zachodzi dzięki zjawiskom piezoelektrycznym zachodzącym w krysztale kwarcu. Pole elektryczne uzyskiwane jest zwykle za pomocą naniesionych na płytkę kwarcową cienkich elektrod metalowych i podaniu na nie napięcia. Jeśli napięcie to jest zmienne w czasie, to obserwuje się zjawisko rezonansów mechanicznych płytki na określonych częstotliwościach, przy czym istnieje duża liczba (teoretycznie nieskończenie wielka) sposobów drgań płytek. Sposób drgania płytki zależy od jej orientacji krystalograficznej, kształtu oraz rodzaju naniesionych elektrod. Do najczęściej stosowanych kształtów należą belki, widełki (rezonatory kamertonowe) oraz dyski.
Każdy rezonator obok częstotliwości podstawowej (tzw. mod podstawowy), może też drgać z częstotliwościami ponadpodstawowymi (tzw. owertony – zwykle nieparzyste wielokrotności modu podstawowego) oraz pasożytniczymi.
Na schemacie:
{\displaystyle L={\frac {m}{\alpha ^{2}}},} {\displaystyle R={\frac {r}{\alpha ^{2}}},} {\displaystyle C={\frac {\alpha ^{2}}{k}},} gdzie {\displaystyle \alpha \sim {\frac {b\cdot l}{d\cdot d_{11}}}} nazywa się współczynnikiem przekształcenia elektromechanicznego lub też współczynnikiem transdukcji. Parametry {\displaystyle b,l,d} są wymiarami płytki (szerokość, długość, grubość), zaś {\displaystyle d_{11}} jej modułem piezoelektrycznym, czyli współczynnikiem proporcjonalności między polem elektrycznym wytwarzanym przez elektrody a odkształceniem mechanicznym płytki. Parametry {\displaystyle m,r,k} związane są odpowiednio z masą, tłumieniem drgań oraz elektryczną pojemnością płytki.
W zakresie drgań podstawowych płytka może drgać w rezonansie szeregowym albo równoległym.
Rezonanse te są położone blisko siebie na osi częstotliwości, przy czym rezonans szeregowy zachodzi dla częstotliwości
{\displaystyle f_{s}={\frac {1}{2\pi }}{\sqrt {\frac {1}{LC}}},} zaś odległość między rezonansami wynosi w przybliżeniu {\displaystyle {\frac {f_{s}}{2r}}.}
Rezonatory kwarcowe znalazły zastosowanie nie tylko w układach oscylatorów elektronicznych, lecz także jako elementy składowe filtrów wąskopasmowych oraz jako baza do konstrukcji tzw. mikrowag kwarcowych (QCM – ang. quartz crystal microbalance – ew. QMB), czyli czujników stężeń substancji zawartych w gazach i cieczach.